# Hypocaccus axeli
Hypocaccus axeli är en skalbaggsart som beskrevs av Kryzhanovskij in Kryzhanovskij och Reichardt 1976. Hypocaccus axeli ingår i släktet Hypocaccus och familjen stumpbaggar. Inga underarter finns listade i Catalogue of Life.